# Otto Carl Mohr

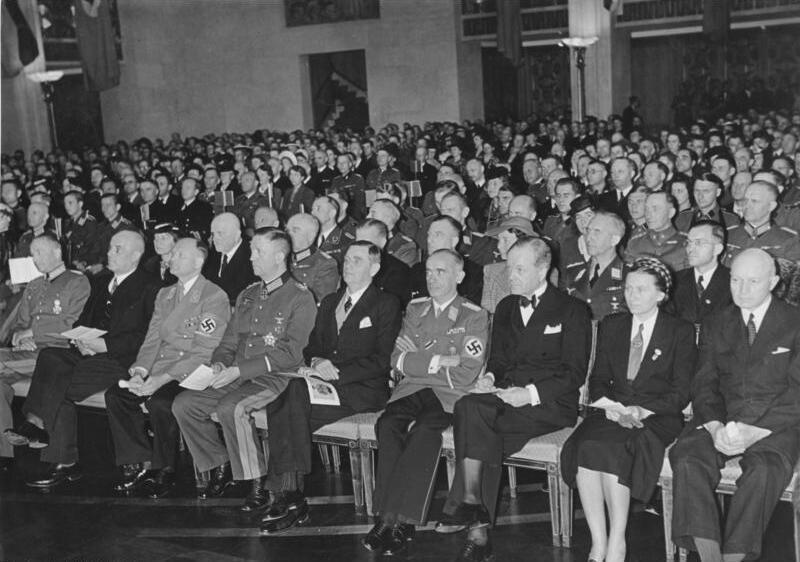
Der Dänische Gesandte Mohr (erste Reihe, ganz rechts) bei einem diplomatischen Empfang im Juni 1942

Otto Carl Mohr (* 24. September 1883; † 30. Mai 1970 in Hellerup) war ein dänischer Jurist und Diplomat.
Mohr erlangte 1909 sein  Staatsexamen in Jura und wurde Mitarbeiter der Ostasien Kompanie (Østasiatiske Kompagni). 1913 wechselte er in das dänische Ministerium für Auswärtige Angelegenheiten, in dem er schnell Karriere machte. Ab 1936 war er Direktor des Außenministeriums und ab 1941 bis zum Kriegsende Botschafter in der Dänischen Gesandtschaft in Berlin. Mohr war beteiligt an der Rettungsaktion der Weißen Busse.
Nach dem Zweiten Weltkrieg war Mohr ab 1947 dänischer Botschafter in Rom und 1951 in Madrid. Er ging 1953 in den Ruhestand. Mohr erhielt zahlreiche Auszeichnungen, darunter den Dannebrogorden.